# Selma Kurz
Selma Kurz   (Bielsko-Biała, 15 d'octubre de 1874 - Viena, 10 de maig de 1933) va ser una soprano operística austríaca coneguda per la seva brillant tècnica de coloratura.

## Biografia
Selma Kurz va néixer en el si d'una família jueva molt humil d'onze fills. Va créixer a Bielitz. I quan encara era una nena, la van portar a un convent per formar-se com a modista. Les monges van descobrir ràpidament la bellesa de la seva veu, però, i també cantava sovint a la sinagoga local.
Aquestes circumstàncies van portar la gent local a recaptar diners perquè ella pogués anar a Viena i fer una audició per a la professora Gänsbacher, una destacada professora de cant que no ensenyava dones, però va escriure importants cartes de recomanació. Així, la petita Selma va poder visitar l'imponent "Schloss Totis", la residència vienesa, del famós mecenes de les arts comte Nicholas (Miklós) Esterházy de Galántha, que va acceptar pagar les seves lliçons junt amb un altre destacat pedagog vocal, Johannes Ress.
Un cop establerta la seva carrera, Kurz va consultar professors de veu tan reconeguts mundialment com Jean de Reszke a Niça i Mathilde Marchesi a París, així com la soprano Felicie Kaschowska, molt coneguda a Viena; però sempre es va dir, sobretot, alumne de Ress.

## Carrera
Va ser escoltada per primera vegada a Viena en un concert d'estudiants d'alumnes de Ress el 22 de març de 1895. Va rebre bones notícies i ofertes de molts teatres d'òpera, especialment els de la província d'Alemanya, que sempre buscaven nous talents. Va debutar en el paper principal de l'òpera Mignon d'Ambroise Thomas a l'Hamburg Stadttheater, el 12 de maig de 1895. Va aparèixer allà i a Frankfurt del Main durant les quatre temporades següents, cantant diversos papers com Eudoxie a La Juive de Halévy, Elisabeth a Tannhäuser de Wagner i Carmen de Bizet.

## Viena
Gustav Mahler, director musical de l'Òpera de la Cort Imperial i Reial de Viena, va escoltar Kurz a Frankfurt a finals de 1898 i li va demanar que fes una audició per a ell. De seguida li va oferir un contracte i ella va debutar al teatre que es convertiria en la seva casa artística i espiritual, també com a Mignon, el 3 de setembre de 1899. Mahler es va enamorar de Selma i van tenir una breu relació durant la primavera de 1900. Tanmateix, l'Òpera de la Cort no permetia que els seus membres es casessin entre ells, i Selma Kurz es va decidir per la seva carrera.
El seu èxit a Viena va ser ràpid i total, i va durar fins al final de la seva carrera musical, trenta anys després. El mateix Mahler, escoltant el seu tril perfecte i les notes agudes meravellosament col·locades a l'ària de l'acte IV de Leonora, a Il trovatore, va suggerir que hauria d'estudiar el repertori Hochkoloratur, en el qual es convertiria en la prima donna assoluta de l'Hofoper.
El director de l'Òpera de la Cort la va introduir acuradament en aquest repertori deixant-la cantar Rosina (a El barber de Sevilla), els patges Urbain a Les Huguenots i Oscar a Un ballo in maschera, Juliette i Martha; però aviat es va traslladar a l'Elvira a Ernani, Lakmé, Konstanze, Gilda, Violetta (a La traviata) i, finalment, però no menys important Lucia di Lammermoor. I així durant molts anys.
La seva darrera actuació al gran teatre de la Ringstraße, on tants dels seus triomfs havien estat aclamats per dues generacions d'amants de l'òpera d'arreu d'Europa i del món, va tenir lloc el 12 de febrer de 1927. Aquesta aparició, com a Rosina a El barber de Sevilla, va tancar una de les carreres operístiques més glorioses del segle xx.
La seva última aparició pública va tenir lloc el setembre de 1932 en el bateig de l'arxiduc Stefan (1932–1998), fill de l'arxiduc Anton i de la princesa Ileana de Romania. Encara que ja malalta de mort, els "Kammersängerin" imperials i reials van sentir cantar Ridente la calma de Mozart i lAve Maria de Bach-Gounod com a gest a l'àvia del nadó, la reina Maria de Romania, que feia temps que era una amiga íntima. Va morir nou mesos després.

## La seva carrera fora de Viena
Des del principi, Selma Kurz va ser àmpliament requerida a tot Europa i va aparèixer amb èxit tant en òpera com en concerts a la Gran Òpera de París, l'Òpera Príncep de Montecarlo, Roma, Salzburg, Varsòvia, Praga, Budapest, Amsterdam, Ostende, Bucarest i El Caire.
A Londres va ser escoltada per primera vegada el maig de 1904 a Rigoletto, amb Enrico Caruso i Maurice Renaud. A continuació, va cantar la seva famosa pàgina, Oscar, a Un ballo in maschera, amb Giannina Russ, Caruso, Antonio Scotti i Marcel Journet.
L'any següent va tornar a cantar Un ballo in maschera amb Caruso i Mario Sammarco, així com el seu altre paper favorit, Urbain a Les Huguenots, al costat d'Emmy Destinn, Caruso, Scotti, Journet i Clarence Whitehill. També va aparèixer a Roméo et Juliette de Gounod al costat del Romeo de Charles Dalmores. També va repetir, en aquestes dues temporades d'èxits de coloratura, la seva Elisabeth a Tannhäuser, amb Karel Burian al paper principal.
El 1907 es va tornar a escoltar al Covent Garden, aquesta vegada amb Lucia di Lammermoor, amb Alessandro Bonci com a Edgardo. Va repetir Rigoletto (amb Bonci i Sammarco) i Un ballo in maschera (amb Amedeo Bassi) i va afegir Loreley de Catalani, evidentment una direcció de Bassi. Aleshores no es va escoltar a la Royal Opera fins al 1924, quan va cantar La bohème i La traviata. Les seves aparicions a Londres van tenir un gran èxit, malgrat l'enemistat de la totpoderosa Nellie Melba, tan arrelada a Covent Garden com Kurz a Viena.
Selma Kurz va ser convidada moltes vegades a presentar-se als Estats Units i va rebre diverses ofertes temptadores de la Metropolitan Opera de Nova York. Cap d'aquests va aconseguir induir-la tan lluny de Viena i la seva família. Va ser només l'any 1921 que finalment va navegar cap al Nou Món, apareixent una sola vegada en concert a l'hipòdrom de Nova York. Aquest havia de ser el primer concert d'una llarga gira, però de seguida es va emmalaltir (possiblement havia tingut un atac de cor) i la gira es va cancel·lar. De seguida va tornar a Viena, on va tenir una llarga convalescència abans de poder tornar a actuar amb una veu que, tots coincidien, mai va ser la mateixa.

## Últims anys
El 1910, Selma Kurz es va casar amb el famós ginecòleg Joseph Halban (1876–1937), professor de la Universitat de Viena, que més tard va ser nomenat cavaller per l'emperador austríac, convertint-se en Ritter Joseph von Halban. Amb ell va tenir dos fills, Désirée (1912–1996) i Georg (1915–1998). "Dési" Halban es va convertir en una soprano de concert que, entre altres coses, va gravar la Quarta Simfonia de Mahler amb Bruno Walter. Es va casar amb el comerciant d'art holandès Jacques Goudstikker el 1937. Malgrat la seva sempre delicada salut, Selma von Halban-Kurz va tenir una vida familiar notablement feliç a la seva casa palatina de Viena fins que, el 1929, va emmalaltir de càncer. Després d'una batalla amb aquesta malaltia, va morir el 10 de maig de 1933 a Viena.
Van ser les autoritats municipals les que van insistir perquè la gran Kammersängerin imperial i reial fos enterrada en un lloc preciós al Zentralfriedhof, el cementiri central on estan enterrats els grans fills i filles de Viena. Allà es troba, no lluny de Mozart, Beethoven, Schubert i Brahms.

## Apreciació
Selma Kurz era una dona molt bonica, fràgil i delicada. La seva aparició a l'escenari i la seva interpretació va ser atractiva i molt ben rebuda. Amb els seus llargs trins podia fer que el públic es tornés boig. La gent fins i tot va anar amb cronòmetres per determinar que era "fins i tot un segon més que ahir". En una gravació de 1907 de "Der Vogel im Walde de Taubert", el trino dura 24 segons.
"Selma Kurz fou una de les sopranos de coloratura més grans de tots els temps. El seu domini sense esforç de parts difícils, la llibertat del seu gust d'estil, però sobretot els seus interminables trins incomparables no es poden sobreestimar i encara es pot admirar en CD".

## Enregistraments
Selma Kurz va deixar més de 150 enregistraments a 78 rpm. Els primers es van fer per a "Emile Berliner" l'any 1900. Els van seguir els discos "Zonophone i Gramophone & Typewriter Company", que dataven de 1901 a 1906. Després va fer una llarga sèrie per a "HMV" (ara "EMI") entre 1907 i 1914. Aquests són, amb diferència, el millor dels seus enregistraments, que capturen l'atractiu del seu to i l'agilitat excepcional de la seva tècnica vocal. Al voltant de 1910, va gravar tres cilindres per a la companyia "Edison". Després de la Primera Guerra Mundial, va gravar per a "Deutsche Grammophon/Polydor" el 1923–24. Es tracta d'una sèrie de discos d'èxit, tot i que documenta un descens de la veu. El 1924–25 va tornar a gravar per a HMV, que fins i tot va fer una sèrie d'enregistraments elèctrics del seu cant, inclosa una versió notable de la "Siren Call" de La reina de Saba, completa amb el seu trin característic.
Va gravar diverses peces acompanyada del violinista txec Váša Příhoda.